# Томагавк (геометрія)

Томагавк, у якого виділено ручку та вістря

Томагавк — це інструмент у геометрії для трисекції кута, задачі розбиття кута на три рівні частини. Фігура складається з півкола і двох відрізків і зовні нагадує томагавк, сокиру індіанців. Той самий інструмент іноді називали ножем шевця, проте цю назву вже широко використовують для іншої фігури, арбелоса (трикутник зі сторонами у вигляді півкола).

## Опис
Основна фігура томагавка складається з півкола («леза» томагавка), з продовженням діаметра відрізком, рівним радіусу півкола («вістря» томагавка), і ще одним відрізком довільної довжини («ручка» томагавка), перпендикулярному до діаметра. Щоб перетворити фігуру на фізичний інструмент, ручку та вістря роблять з ненульовою товщиною, але відрізки мають залишатися межами фігури. На відміну від трисекції за допомогою теслярського кутника, протилежна сторона ручки не мусить бути відрізком, паралельним до робочої сторони.
У деяких джерелах вказується повне коло, а не півколо, або сторона томагавка вздовж діаметра також розширюється, але ці модифікації не впливають на роботу з інструментом.

## Трисекція

Трисекція кута за допомогою томагавка. Ручка AD дає третину кута, а пунктирна лінія AC до центру півкола дає іншу третину кута

При використанні томагавка для трисекції кута, томагавк розміщують так, щоб ручка лежала на вершині кута, лезо (напівкруг) дотикалося однієї сторони кута (зсередини), а вістря томагавка лежало на іншій стороні кута. Одна з прямих трисекції тоді пройде вздовж ручки, інша — через центр півкола. Якщо кут, який слід розділити на три частини, занадто гострий відносно довжини ручки томагавка, вказаною процедурою кут на три частини поділити не можна, але це обмеження можна обійти, якщо подвоювати кут, доки побудова не буде можливою, а потім поділити кут потрібне число разів навпіл.
Якщо вершину кута позначити буквою A, точку торкання леза буквою B, центр півкола буквою C, основу ручки буквою D, а вершину вістря буквою E, то трикутники ACD та ADE є прямокутними трикутниками зі спільною висотою та рівними катетами при основі. Отже, ці трикутники рівні. Оскільки сторони AB та BC трикутника ABC є дотичним відрізком та радіусом півкола, ці сторони рівні AD та DC відповідно. Таким чином, трикутник ACD дорівнює трикутникам ACB і AED, що показує, що кути при вершині кута A рівні.
Хоча сам томагавк можна побудувати за допомогою циркуля та лінійки і його можна використати для трисекції кута, це не суперечить теоремі 1837 П'єра Ванцеля про те, що довільний кут неможливо поділити на три частини за допомогою лише циркуля та лінійки. Причина в тому, що поміщення побудованого томагавка в потрібну позицію є різновидом невсісу, а це не дозволяється в побудові за допомогою циркуля та лінійки.

## Історія
Хто придумав томагавк — невідомо, але раннє посилання йде з Франції XIX століття. Простежуються посилання до 1835, коли томагавк з'явився в книзі Клода Люсьєна Бержері Géométrie appliquée à l’industrie, à l’usage des artistes et des ouvriers. Ту саму побудову опублікував 1877 рокук Анрі Брокар. Вівн, у свою чергу, приписував винахід побудови французькому морському офіцеру П'єру-Жозефу Глотену.